# George Etherege (dramatiker)

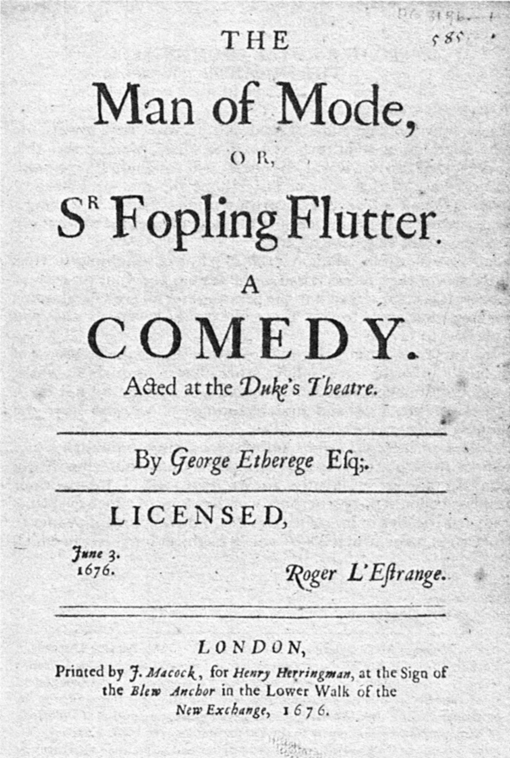
Framsidan till boken The Man of Mode.

George Etherege (även Etheredge eller Etheridge), född omkring 1635 i Maidenhead, död 1692 i Paris, var en engelsk diplomat och dramatiker.
Etherege, som räknas som representant för restaurationskomedin, skrev tre intrigkomedier: Love in a tub (1664), She would if she could (1667) och The man of mode or Sir Fopling Flutter (1676). Hans samlade arbeten utgavs 1927.